# Energia do fóton
Energia do fotão (português europeu) ou energia do fóton (português brasileiro) é a energia carregada por um único fóton. A quantidade de energia está diretamente relacionada à frequência e ao comprimento de onda eletromagnética do fóton. Quanto maior for a frequência do fóton, maior a sua energia. Da mesma forma, quanto maior for o comprimento de onda do fóton, menor a sua energia.
A energia do fóton é uma função somente do comprimento de onda. Outros fatores, como intensidade da radiação, não afetam a energia do fóton. Em outras palavras, dois fótons de luz com a mesma cor e, portanto, o mesmo comprimento de onda, terão a mesma energia do fóton, mesmo se um for emitido por uma vela de cera e o outro for emitido pelo Sol.
A energia do fóton pode ser representada por qualquer unidade de energia. Umas das unidades mais comuns para denotar a energia do fóton é elétron-volt (eV) e joule (bem como seus múltiplos, como microjoule). Como um joule é igual a 6,24 × 1018 eV, as unidades maiores podem ser mais úteis para denotar a energia de fótons com frequências e energias mais altas, como o raio gama, ao contrário dos fótons de menor energia, como os da região do espectro eletromagnético de radiofrequência.
Se os fótons, de fato, não possuem massa, a energia do fóton não seria relacionada à massa através da equivalência E = mc2. Os únicos dois tipos de tais partículas sem massa observados são os fótons e os glúons. Entretanto, o postulado de que os fótons não possuem massa é baseado na crise que resulta de outras teorias em mecânica quântica. Para que outras teorias, como a invariância de gauge e a chamada "renormalização" sobrevivam sem considerável revisão, os fótons devem permanecer sem massa no domínio das atuais equações. A alegação  é contestada em outros meios. Diz-se que fótons possuem massa relativística (isto é, massa resultante do movimento de um corpo material em relação a outro). Além disso, algumas hipóteses propõem que toda massa ou "massa de repouso" pode ser composta de massa relativística acumulada, secundária ao movimento, uma vez que nenhum corpo material esteja ou possa estar em "repouso" em relação a todos os campos. Nessa hipótese, assim como o movimento se torna zero, a massa também se torna zero. Por outro lado, os fótons possuem movimento e energia variável em relação à frequência e ao comprimento de onda, sugerindo que várias formas do foton têm, cada uma, equivalência de massa diferente. Assim, a equação "E = mc2" mostraria que a massa e o movimento são conceitos indissociáveis e e fundamentalmente substituíveis para toda a matéria.

## Fórmula
A equação para a energia do fóton é
{\displaystyle E={\frac {hc}{\lambda }}}
Onde E é a energia do fóton, h é a constante de Planck, c é a velocidade da luz no vácuo e λ é o comprimento de onda do fóton. Como h e c são ambos constantes, a energia do fóton varia diretamente em relação ao comprimento de onda λ.
Para encontrar a energia do fóton em eV, usando o comprimento de onda em micrômetros, a equação é aproximadamente
{\displaystyle E(eV)={\frac {1.2398}{\mathrm {\lambda } ({\mu }m)}}}
Portanto, a energia do fóton de comprimento de onda de 1 μm, próximo à da radiação infravermelho, é aproximadamente 1,2398 eV.
Como {\displaystyle {\frac {c}{\lambda }}=f}, onde f é a frequência, a equação da energia pode ser simplificada para
{\displaystyle E=hf}
Esta equação é conhecida como a relação de Planck-Einstein. Substituindo h por seu valor em J⋅s e f por seu valor em hertz resulta na energia do fóton em joules. Portanto, a energia do fóton à frequência de 1 Hz é 6,62606957×10−34 joules ou 4,135667516×10−15 eV.
Em química e engenharia óptica,
{\displaystyle E=h{\nu }}
é usada onde h é a constante de Planck e a letra grega ν (ni) é a frequência do fóton.

## Exemplos
Uma estação de rádio AM que transmite a 100 MHz emite fótons com uma energia em torno de 4.1357 × 10−7 eV. Essa minúscula quantidade de energia é aproximadamente 8 × 10−13 vezes a energia equivalente à massa do elétron.
Os raios gama com a energia mais alta detectada até a data, os raios gama de altíssima energia, possuem energia do fóton de 100 GeV a 100 TeV (1011 a 1014 electronvolts) ou 0,016 microjoules a 0,016 milijoules. Isso corresponde a frequências de 2,42 × 1025 a 2,42 × 1028 Hz.
Um fóton com comprimento de onda igual ao comprimento de Planck teria uma energia em torno de 7,671 × 1028 eV ou 1,229 × 1010 joules (12,29 gigajoules). Isso equivale a aproximadamente ao montante de energia produzido pela usina a carvão com a maior capacidade instalada, a Termelétrica de Taichung, por um período de 2,25 segundos.
Durante a fotossíntese, algumas moléculas específicas de clorofila absorvem fótons de luz vermelha com comprimento de onda de 700 nm no Fotossistema 1, que correspondem a uma energia de cada fóton de ≈ 2 eV ≈ 3 x 10−19 J ≈ 75 kBT, onde kBT denota a energia térmica. Um mínimo de 48 fótons são necessários para a síntese de uma molécula de glicose a partir de CO2 e água (diferença de potencial químico 5 x 10−17 J) com um coeficiente de conversão com uma eficiência de conversão energética de 35%.